# رودلف فيلدر
رودلف فيلدر (بالألمانية: Rudolph Felder)‏ هو عالم حشرات وعالم بقشريات الأجنحة نمساوي، ولد في 2 مايو 1842 في فيينا في النمسا، وتوفي بنفس المكان في 29 مارس 1871.